# Мандрил звичайний
Мандрил звичайний (Mandrillus sphinx) — представник роду Мандрилів родини мавпові.

## Опис

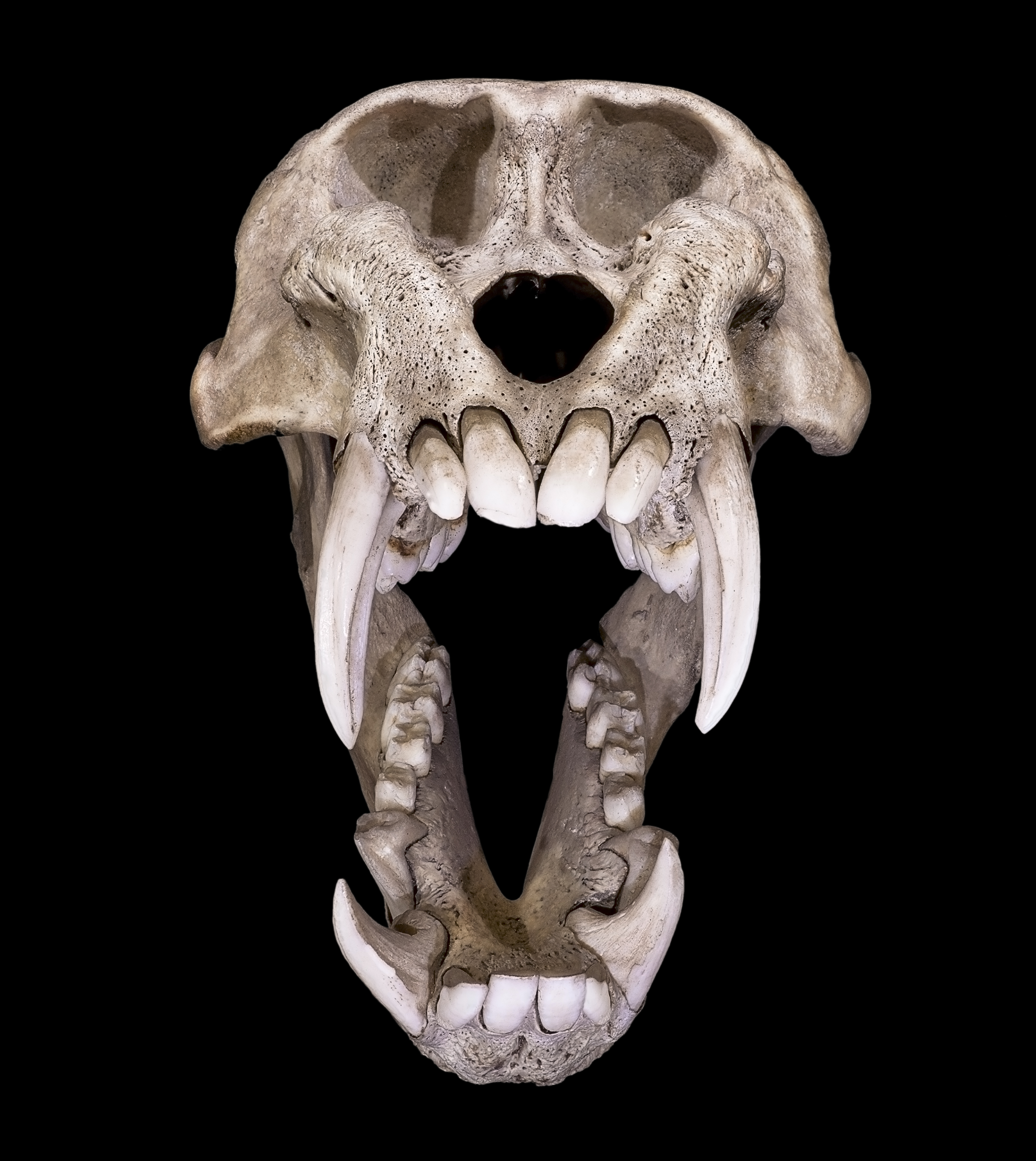
Череп мандрила звичайного

Загальний розмір мандрила коливається від 56 до 81 см. Самиці мандрилів помітно відрізняються від самців: вони у 2-3 рази легші за самців та менші зростом. Тіло мандрила велике, розміром із собаку колі, голова величезна з масивною виступаючою мордою. З боків довгого носа тягнуться щічні здуття, порізані поздовжніми борознами. Очі сидять глибоко. Шерсть на тілі довга, густа.
Колір здуття яскраво-блакитний, ніс, виступаючий довгою смужкою між ними, ніздрі — червоні. Щічні чубчики та вуса білуваті, борода жовта або помаранчева. Вуха м'ясного кольору. Шерсть на верхній стороні тулуба маслиново-коричнювата, на нижній — сріблясто-сіра. Шкіра навколо хвоста гола, має червонувато-фіолетовий колір, сідничний мозоль фіолетовий. Самиці в цілому менш яскраво забарвлені, у них відсутні сині щічні здуття.

## Спосіб життя
Мандрили живуть у вологих тропічних лісах, зазвичай віддаючи перевагу первинним лісам над вторинними. Вони також живуть у нерівних галерейних лісах, оточених саванами, і подорожують по трав'яних ділянках у межах своїх лісових середовищ. Вони також були зареєстровані в гірських районах, біля річок і на зрошуваних полях.
Мандрили можуть об'єднуватися або конкурувати з іншими приматами, такими як талапоїни, гвенони, мангабеї, чорно-білі колобуси, шимпанзе та горили.
Більшу частину часу проводять на землі, але харчуються та сплять на деревах. Мандрили всеїдні. Зустрічаються сімейними групами, які можуть сягати кількох сотень особин, що робить їх одними з найбільш соціальними приматами. Мандрили — це доволі агресивні та забіякуваті тварини. Вони часто відвідують сусідні з лісом посіви й села.
Вагітність триває до 245 днів. Малюки мандрили цікаві та грайливі. З віком вони поступово набувають рис дорослих. 
У дикій природі мандрили живуть 12–14 років, але особини, що містяться в неволі, можуть жити 30–40 років.

## Розповсюдження
Це африканський ендемік. Мешкає на півдні Камеруну, Екваторіальній Гвінеї, Габоні та у прибережній частині Республіки Конго.

## Статус популяції та охорона
Станом на 2019 рік Червоний список МСОП вносить мандрила до списку вразливих. Його загальна популяція точно невідома, але вважається, що вона зменшилася більш ніж на 30 % за останні 24 роки. Головні загрози - це знищення середовища існування та полювання на м'ясо диких тварин. Схоже, що мандрил зазнав масової втрати середовища проживання в Екваторіальній Гвінеї та південному Камеруні, його ареал у Республіці Конго обмежений. Габон вважається найважливішим притулком для цього виду, а низька щільність населення країни та величезні тропічні ліси роблять її хорошим місцем для збереження мандрилу..
Мандрила внесено до Додатку I CITES, що забороняє комерційну торгівлю виловленими в дикій природі екземплярами, і до класу B Африканської конвенції, яка надає їм захист, але надає спеціальний дозвіл на їх убивство, відлов або збір. Існує принаймні одна охоронна територія для мандрилів у кожній із країн, які вони населяють. У Габоні більшість тропічних лісів було здано в оренду лісозаготівельним компаніям, але близько 10 відсотків є частиною системи національних парків, 13 з яких були створені в 2002 році.